# Alt Mölln
Alt Mölln település Németországban, Schleswig-Holstein tartományban. Lakosainak száma 818 fő (2023. december 31.).

## Népesség
A település népességének változása:
| Lakosok száma | 532  | 893  | 885  | 824  | 853  | 818  |
|               | 1975 | 2017 | 2019 | 2021 | 2022 | 2023 |